# 리타우역
리타우역(독일어: Bahnhof Littau)은 스위스 루체른주에 있는 루체른 지자체 내의 리타우 지방에 있는 기차역이다. 스위스 연방 철도의 표준궤 베른-루체른선의 중간 정류장이다.

## 운행편
다음 서비스는 리타우에서 정차한다.
- 루체른 S-반 :
  - S6 : 루체른과 랑나우 또는 랑엔탈까지 매시간 운행; 기차는 볼후젠에서 분리된다.
  - S77 : 빌리자우와 루체른 사이의 러시아워 서비스